# László Fehér

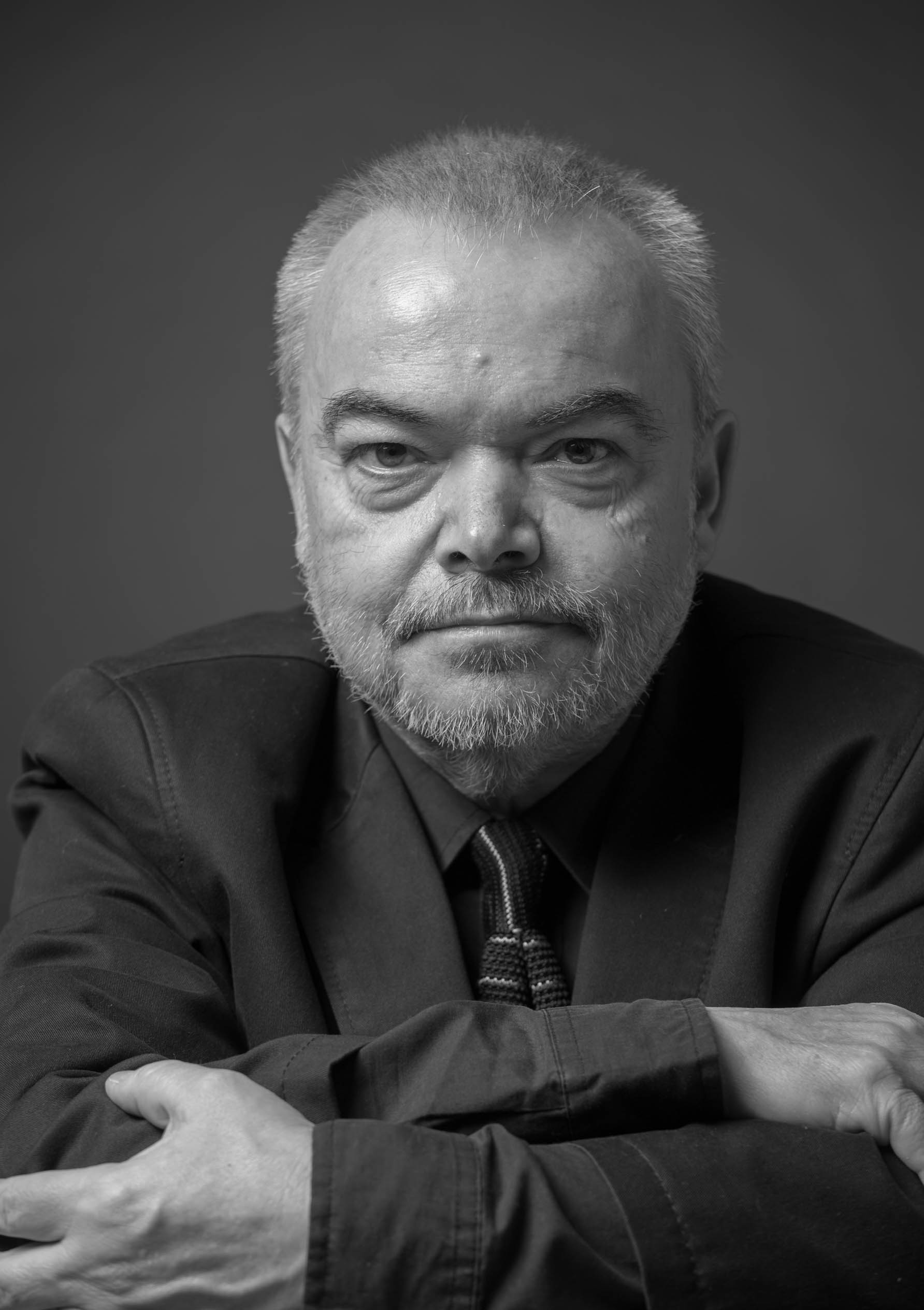
László Fehér, 2017

László Fehér (* 17. März 1953 in Székesfehérvár) ist seit den 1980er Jahren ein Hauptvertreter der ungarischen Malerei. 1980 und 1990 vertrat er Ungarn auf der Biennale in Venedig. In seinem Werk setzt sich Fehér thematisch mit der Einsamkeit der menschlichen Existenz sowie der Geschichte des Judentums auseinander.

## Leben
Fehér studierte von 1971 bis 1976 Malerei an der Ungarischen Akademie der Bildenden Künste in Budapest bei Lajos Szentiványi und Ignác Kokas. Ende der 1970er Jahre konvertierte er zum jüdischen Glauben. Von 1978 bis 1981 erhielt er das Gyula-Derkovits-Stipendium des Ministeriums für Kultur und Erziehung. 1980 vertrat er sein Land zum ersten Mal auf der 39. Biennale in Venedig. 1986 erhielt er ein Stipendium der Ungarischen Akademie in Rom. 1990 gestaltete er den ungarischen Magyar-Pavillon auf der 44. Biennale in Venedig. 2000 unternahm Fehér eine erste Reise nach Israel. László Fehér lebt und arbeitet in Budapest und Tác.

## Werk

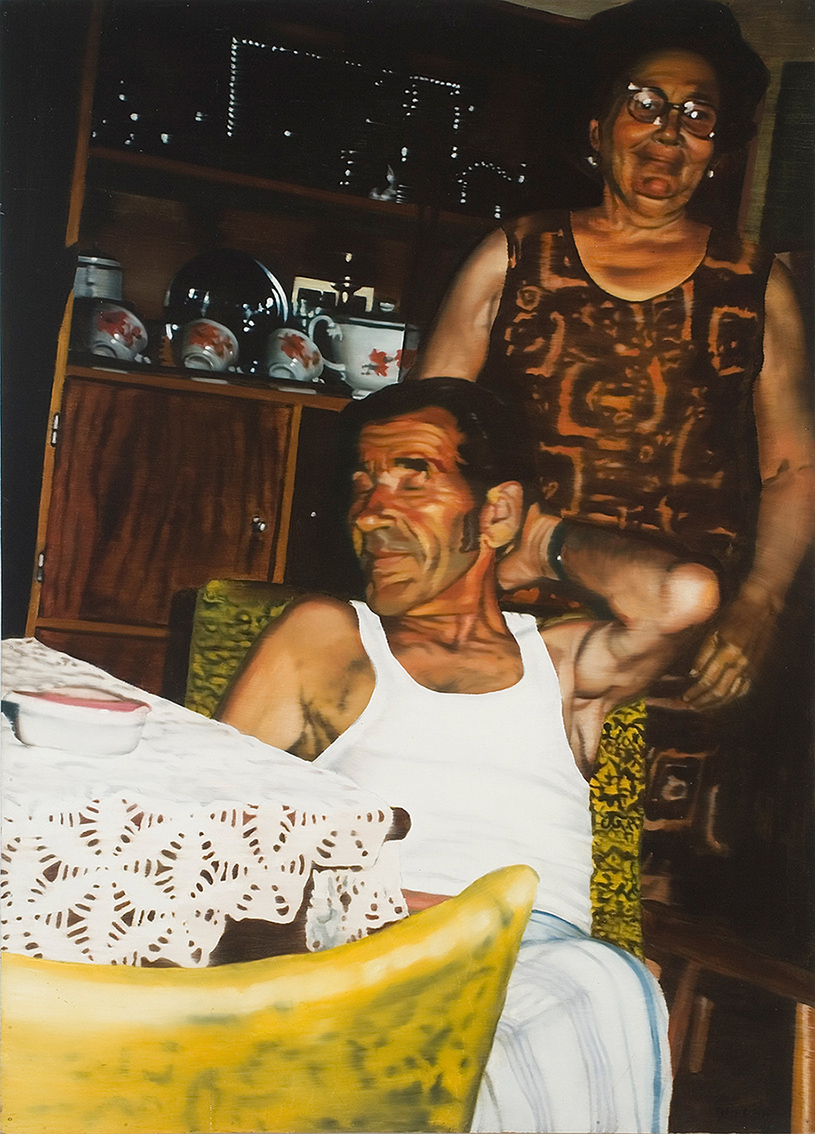
Genre-Malerei, 1979

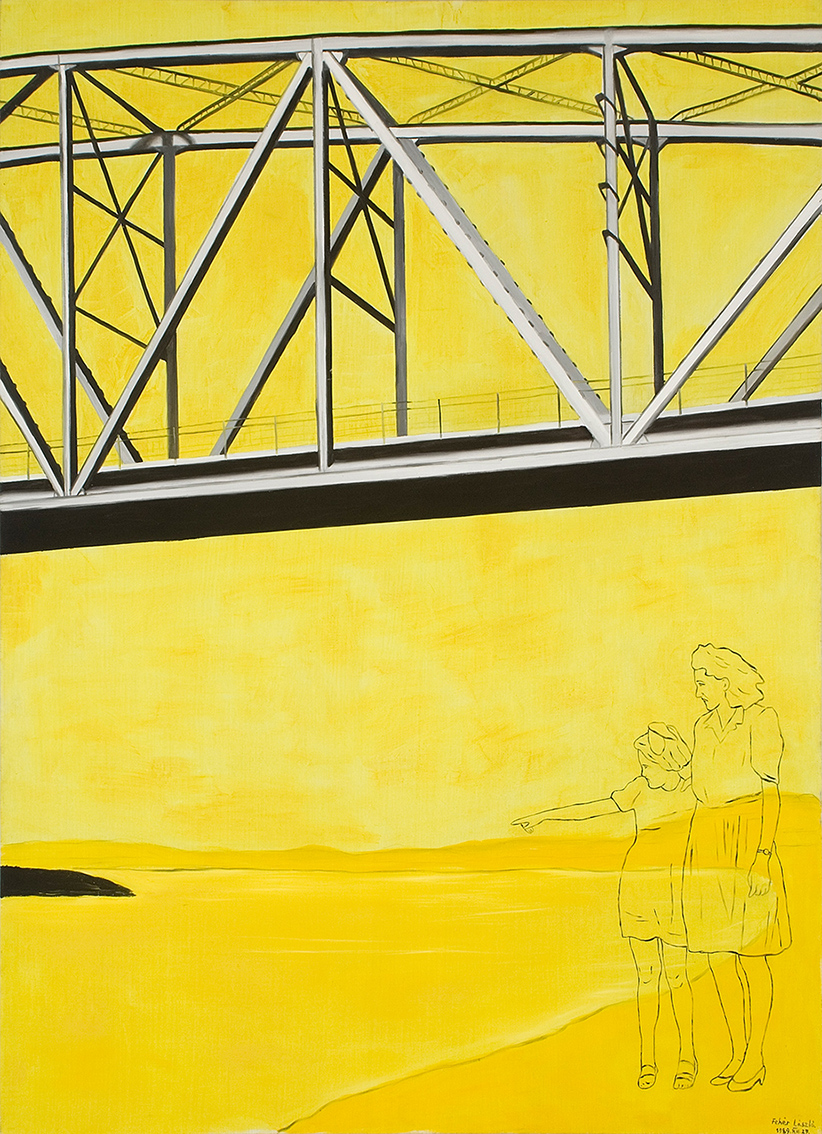
Unter der Brücke, 1989

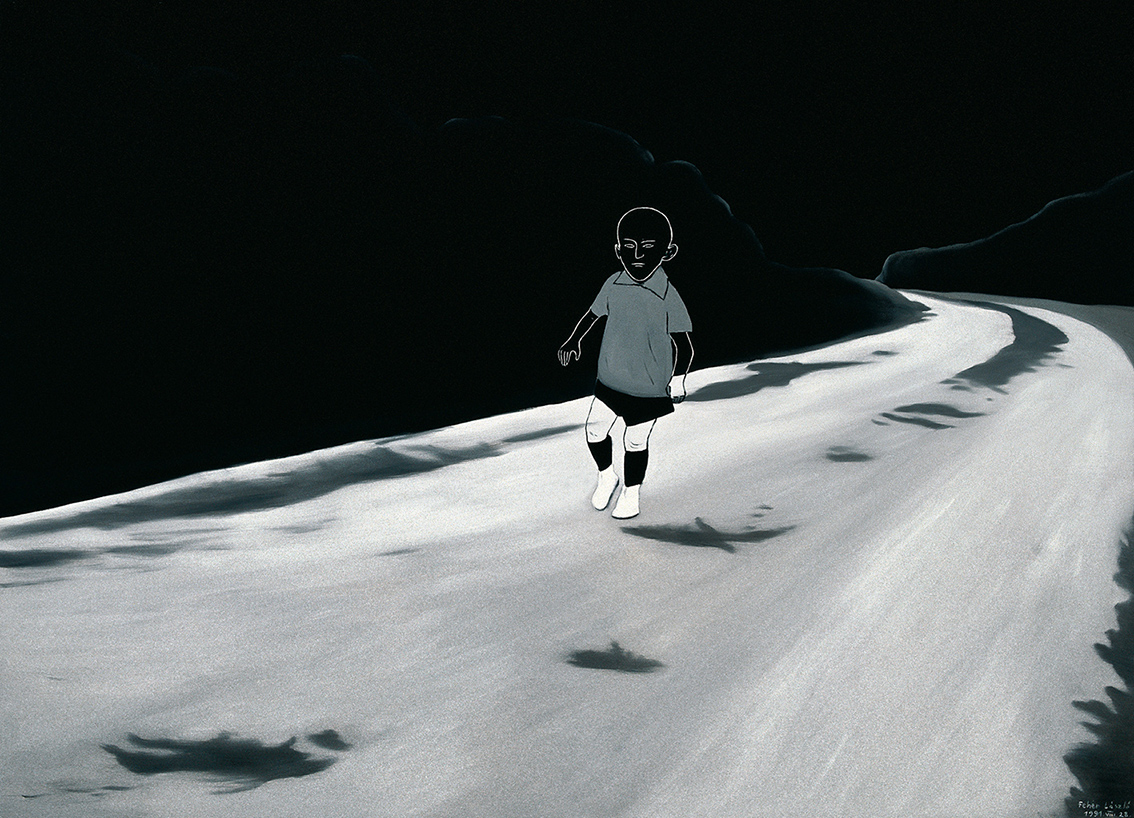
Auf der Straße, 1991

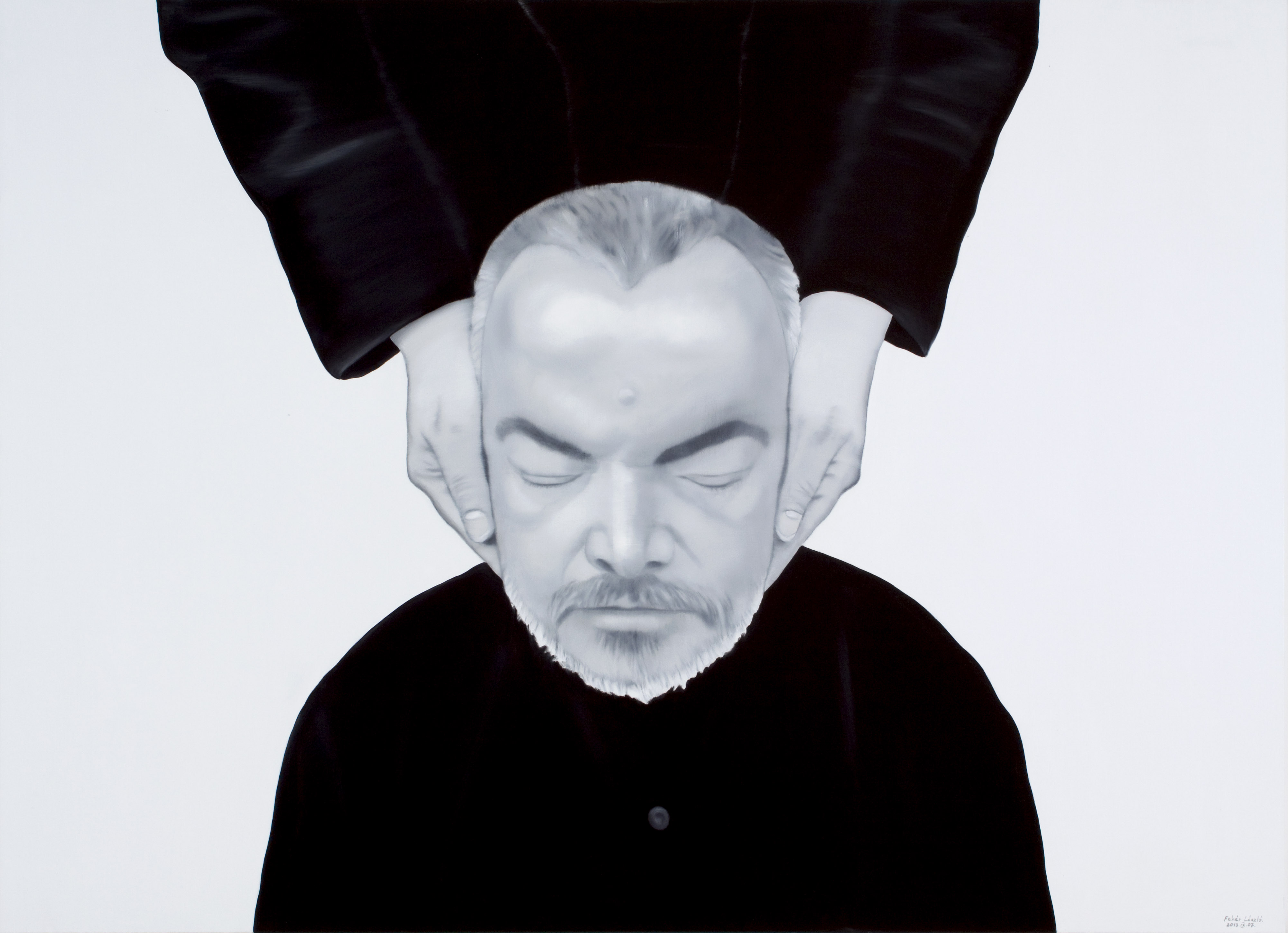
Selbstporträt, 2013

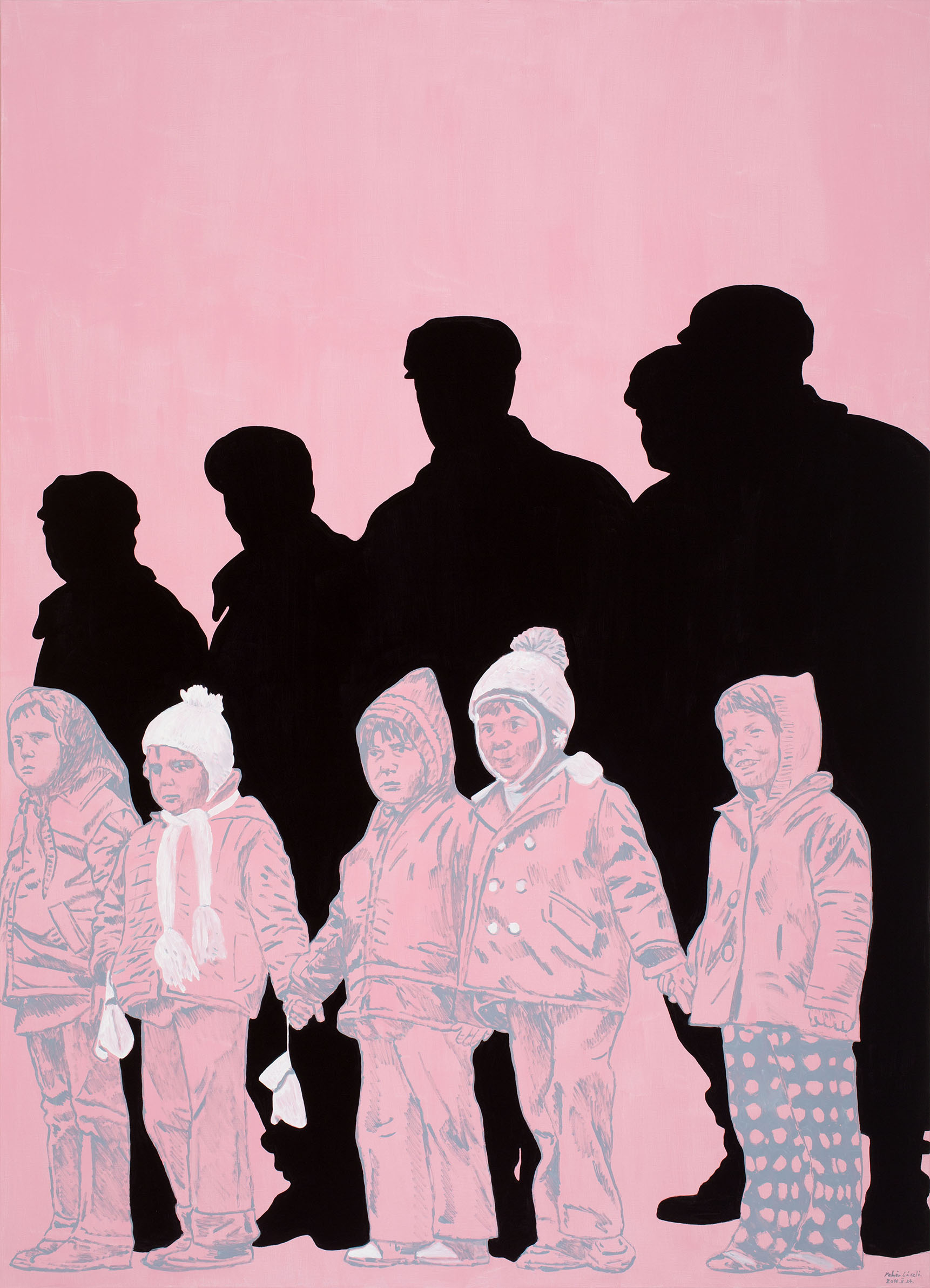
Generationen, 2016

Erste Arbeiten im Stil des Fotorealismus entstanden ab 1974 während des Studiums an der Budapester Kunstakademie. Thematisch wirkte Fehér zunächst im Sinne des sozialistischen Realismus und präsentierte zum Beispiel den „Arbeiter des Monats“, Passanten in U-Bahnaufgängen oder in Straßenbahnen, aber auch Fotovorlagen aus dem Familienalbum, die eine narrative Thematisierung von persönlich Erlebtem heraufbeschworen. Diese frühen Gemälde basierten hauptsächlich auf Schwarz-Weiß-Kontrasten.
Eine Reise in die Schweiz 1981, die ungarische Staatsbürger unter strengen Auflagen nur alle drei Jahre beantragen konnten, leitete eine neue malerische Periode in Fehérs Werk ein. In Basel sah er zum ersten Mal Werke von Henri Matisse, Pablo Picasso und Marc Chagall, die seine fotorealistische Arbeitsweise in Frage stellten. Nach der Rückkehr nach Ungarn veränderte sich sein Malstil hin zum Expressionismus. Fehér begann eine Serie über Jüdische Feiertage wie Jom Kippur und das Pessach-Fest. Hinzu kamen weitere Themen aus dem jüdischen Leben, die zu Beginn der 1980er Jahre in Ungarn tabuisiert waren, und Motive, die sich mit der Vernichtung des Judentums durch die Nationalsozialisten auseinandersetzten wie „Rekviem I.“ (1984, Öl auf Leinen, 250 × 195 cm, Sammlung Magyar Nemzeti Galéria, Budapest). Das Gemälde entstand nach dem 1944 heimlich aufgenommenen Foto von Alberto Errera während der Verbrennung von Leichen in den Krematorien von Auschwitz bei der Ungarn-Aktion. Seitdem traten Menschen in Fehérs Bildern nur noch als Umrisslinien auf, wurden zu Sinnbildern von Fremdheit, Isolation und Vergänglichkeit. Die Gemälde zeichnen sich durch eine reduzierte Formensprache aus, basieren auf farbigen Flächen und Lineaturen, die facettenreich ausformuliert werden. Einzelne Bildelemente changieren zwischen Abstraktion und Fotorealismus.
„Fehér malt ernste, zeitlose und unbewegte Visionen der ‚condition humaine‘. Dennoch sind seine Bilder, die grundlegende menschliche Befindlichkeiten wiedergeben, aus ganz alltäglichen Ereignissen zusammengesetzt und halten gleichsam erstarrte Augenblicke im Fluss der Zeit fest. Das lässt Kompositionen entstehen, die ahnen lassen, dass die Einsamkeit eine unabänderliche Tatsache der menschlichen Existenz ist, der Einzelne in seiner Innenwelt eingeschlossen ist, dass die äußerste Verletzlichkeit eine unvermeidliche Tatsache ist.“ (Lóránd Hegyi, 1992)

## Auszeichnungen (Auswahl)
- 1982: Preis des Jungen Künstlerateliers, Budapest
- 1987: Jurypreis des 19. Internationalen Festivals der Malerei in Cagnes-sur-Mer
- 1990: Zweiter Preis des Jungen Osteuropäischen Malerfestivals in Rotterdam
- 1993: Mihály-von-Munkácsy-Preis
- 2000: Kossuth-Preis[9]
- 2003: Preis der Ungarisch-Jüdischen Kultur
- 2006: Prima-Preis in der Kategorie Bildende Kunst Ungarn
- 2007: The Ambassador of Hungarian Culture

## Einzelausstellungen (Auswahl)
Eine ausführliche Auflistung der Einzel- und Gruppenausstellungen ist auf der Internetseite von Fehér abrufbar.
- 1977: László Fehér, Művelõdési Ház, Kincsesbánya
- 1979: László Fehér, FÁÉV, Székesfehérvár
- 1980: László Fehér, Stúdió Galéria Budapest
- 1983: László Fehér, Kunsthalle, Budapest
- 1986: László Fehér, Ifjúsági Ház, Székesfehérvár
- 1988: László Fehér, Neue Galerie am Landesmuseum Joanneum, Graz; Műcsarnok, Budapest
- 1989: Dialógus II (mit Franz Pichler), Fészek Galéria, Budapest
- 1989: László Fehér, Galerie Panetta (mit László Mulasics), Mannheim
- 1989: László Fehér, Barbican Centre und Concourse Gallery, London
- 1990: 44. Biennale in Venedig, Magyar Pavilon
- 1991: László Fehér, Galerie Synthese, Linz
- 1991: László Fehér, Galleria Paolo Majorana, Brescia
- 1992: László Fehér, IFA-Galerie, Stuttgart
- 1992: László Fehér, IFA-Galerie, Berlin
- 1992: László Fehér, Ungarisches Kultur- und Informationszentrum, Stuttgart
- 1993: László Fehér, Fészek Galéria, Budapest
- 1993: László Fehér, Fõvárosi Képtár, Kiscelli Múzeum, Budapest
- 1993: László Fehér, Pécsi Galéria, Pécs
- 1993: László Fehér, Galerie Gaudens Pedit, Innsbruck
- 1994: László Fehér, Leslie Sacks Fine Arts, Los Angeles
- 1994: László Fehér, Galerie Dambier Masset, Paris
- 1996: László Fehér, Galerie Levy, Hamburg
- 1996: László Fehér, Művész Galéria, Budapest
- 1996: László Fehér, Galerie Zichy, Leiden
- 1997: László Fehér, Fészek Galéria, Budapest
- 1997: Leiden Culturstad ´97, Garage van de Blonkpanden Institut Hongrois, Leiden
- 1997: László Fehér, OTP Bank Galéria, Bank Center, Budapest
- 1997: László Fehér, Galerie OZ, Paris
- 1997: László Fehér. Ausgewählte Bilder 1991–1997, Galerie CO10, Düsseldorf
- 1997: László Fehér, Museum Moderner Kunst Stiftung Ludwig Wien
- 1997: László Fehér. Retrospektive, Stadtpalais Liechtenstein, Wien
- 1998: László Fehér, Holbein-Haus, Augsburg
- 1999: László Fehér, Coutts Bank, Wien
- 1999: László Fehér (Mit Károly Kelemen), Galerie Koczoh, München
- 1999: László Fehér. Spuren der Erinnerung, Galerie CO10, Düsseldorf
- 2000: László Fehér, Palais Schönborn-Batthyány, Wien
- 2001: László Fehér, Rippl-Rónai Múzeum, Kaposvár
- 2001: László Fehér, Vadnai Galéria, Budapest
- 2001: László Fehér. Connexion-Déconnexion, L’Esplanade, Saint-Etienne
- 2001: László Fehér, Kunsthalle, Budapest
- 2002: László Fehér, Art Garage, Zug
- 2003: László Fehér, Fészek Galéria, Budapest
- 2004: László Fehér, Szinyei Szalon, Budapest
- 2004: László Fehér, Galerie CO10, Düsseldorf
- 2005: László Fehér, KOGART, Budapest
- 2007: László Fehér. Werke 1975-2007: Retrospektive, Ludwig Múzeum, Budapest
- 2008: László Fehér. The Story of Judit, Galerie Orel Art, Paris
- 2008: László Fehér. Paintings 2001–2005, Hong Kong Arts Centre, Pao Galleries
- 2010: László Fehér 2007–2010, Csók István Képtár, Székesfehérvár
- 2011: László Fehér, Musée d’Art Moderne de Saint-Étienne, Saint-Étienne
- 2012: László Fehér. Gesellschaft (Fünfte Ringturmverhüllung), Vienna Insurance Group, Ringturm, Wien
- 2013: László Fehér. Ellenfényben, Art Salon: Társalgó Galéria, Budapest
- 2013: László Fehér. Pasztellek, Cultiris Galéria, Budapest
- 2013: László Fehér. Selection from the Victor L. Menshikoff Collection, Kieselbach Galéria, Budapest
- 2014: László Fehér, Roman Lipski, Galerie Atlas Sztuki, Łódź
- 2014: László Fehér. Selection from the Victor L. Menshikoff Collection, REÖK Palast, Szeged
- 2016: Works on Paper 2013-2015, Platán Galéria, Polnisches Institut, Budapest
- 2016: Neue Werke, Festőterem, Sopron
- 2016: Neue Werke, Collegium Hungaricum, Wien
- 2017: Móricz’s boots, Petőfi Literarisches Museum, Budapest
- 2017: László Fehér, The Parkview Museum, Peking
- 2018: Memory Prints, Fészek Galéria, Budapest
- 2018: Metaphysical Spaces, Galerie Andrea Madesta, Regensburg
- 2019: Generations, Galéria Z, Bratislava

## Gruppenausstellungen (Auswahl)
- 1977: Fiatal Képzõművészek Stúdiójának éves kiállítása, Csók István Képtár, Székesfehérvár
- 1980: 39. Biennale in Venedig, Magyar Pavillon
- 1982: L’art hongrois contemporain, Musee Cantini, Marseille; Palais d’Europe, Menton; Palais Conservatoire, Lyon; Salon Régain, Clermont-Ferrand; Espace Pierre Cardin, Paris
- 1985: Drei Generationen ungarischer Maler, Neue Galerie am Landesmuseum Joanneum, Graz
- 1986: International Impact Art Festival, City Art Gallery, Kyoto
- 1987: Neue Sensibilität. Ungarische Malerei der 80er Jahre, Villa Merkel; Ausstellungshalle Westfalenpark, Dortmund
- 1987: Ungarische Mythen, Landeskulturzentrum Ursulinenhof, Linz
- 1987: Alte Gefühle–Vier ungarische Künstler, Galerie Knoll, Wien
- 1989: Kunst heute in Ungarn, Neue Galerie der Stadt Linz; Ludwig Forum für Internationale Kunst, Aachen
- 1989: Hungarian Avant-garde of the Eighties, Walker Hill Art Center, Seoul; Mannheimer Kunstverein; Schloss Mochental, Ehingen; Stadtmuseum Oldenburg
- 1989: Kunst der letzten zehn Jahre, Museum Moderner Kunst Stiftung Ludwig Wien; Budapester Belvedere; Kampnagelfabrik, Hamburg; Argelander Galerie, Bonn
- 1989–1990: Ein Museum auf Reisen. Die Sammlung der Neuen Galerie Graz, Musée St. Pierre, Lyon
- 1990: Leere Räume, Galerie der Bavaria Filmstudios, München
- 1990: Vier Künstler aus Budapest–Borbás, Fehér, Mulasics, Szõnyei, Galerie in der Georg Trakl Forschungs- und Gedenkstätte, Salzburg
- 1990: Drei Künstler aus Ungarn–Borbás, Fehér, Mulasics, Städtische Galerie, Wendlingen am Nekar; IFA-Galerie, Bonn; Einsteinhaus, Ulm
- 1990: Hungarian Contemporary Art, Stuart Levy Gallery, New York
- 1990: Festival of Young Artists of Eastern Europe, Rotterdam
- 1990: Zeichen im Fluss, Museum moderner Kunst, Wien
- 1990: Ungarische Avantgarde in der Malerei der 80er Jahre, Rathaus, Fellbach
- 1990: Kunst der 80er Jahre aus der Sammlung der Neuen Galerie, Neue Galerie am Landesmuseum Joanneum, Graz
- 1991: Zeitsprünge–Kunstwerke im Dialog, Neue Galerie am Landesmuseum Joanneum, Graz
- 1991: Pools, Stuart Levy Gallery, New York
- 1991: Positionen–Ungarische Kunst der 90er Jahre, Künstlerwerkstatt, München
- 1991: Kunst Europa, Kunsthalle Bremen
- 1991: Free Worlds–Metaphors and Realites in Contemporary Hungary Art, Art Gallery of Ontario, Toronto; Musée d’art contemporain Montréal
- 1991: Budapest Contemporary Hungarian Art in Dublin, Gallegher Gallery, Dublin
- 1991: Hungarian Modern Art, Seoul Art Center and Museum, Seoul
- 1993: Hungarica–Arte Ungherese degli anni ´80 e sue Origini, Palazzo Braschi, Rom
- 1993: Ungarn. Zeit. Kunst, Konrad-Adenauer-Stiftung; Galerie der Bayerischen Landesbank, München
- 1993: Konfrontationen, Neuerwerbungen 1990–1993, Museum Moderner Kunst Stiftung Ludwig Wien
- 1993: Hungary: Before and After, IMF Visitors’ Center, Washington DC
- 1994: Kommentar zu Europa, Museum Moderner Kunst Stiftung Ludwig Wien
- 1996: Mythos, Memoria, Historia, Fõvárosi Képtár–Kiscelli Múzeum, Budapest
- 1996: A Legacy envisioned. A Century of Modern Art to celebrate Hungary’s 1100 years: 896–1996, Világbank Székház, Washington
- 1997: Mythos, Memoria, Historia, Kiscelli Museum, Budapest
- 1998: Sensitivies, European Academy for the Arts, London
- 1998: Avantgarde im 20. Jahrhundert, Neue Galerie der Stadt Linz
- 1998: Nomen est Omen, Kunsthalle Steyr
- 1998: Rózsa Kör, Ernst Múzeum, Budapest
- 1999: Zeitgenössische Kunst, Museum Bochum
- 1999: Zeitgenössische Kunst aus Ungarn, Galerie der Stadt Fellbach und Rathausfoyer, Fellbach
- 1999: Aspekte. Positionen 50 Jahre Kunst aus Mitteleuropa 1949–1999, Museum Moderner Kunst Stiftung Ludwig Wien; Stadtpalais Liechtenstein; 20er Haus, Wien
- 2000: L’Autre moitié de l’Europe, Galerie nationale du Jeu de Paume, Paris
- 2001: Zeitbrücke, Museum Moderner Kunst – Stiftung Wörlen, Passau
- 2001: Langzame Opmerkingen, Sint-Jorispond Centrum Elzenveld, Antwerpen
- 2002: Kunst – vor und nach der Wende, Stiftung Brandenburger Tor im Max-Liebermann-Haus, Berlin
- 2002: 9×9, Városi Museum, Leiden
- 2003: Idyllen und Katastrophen, Collegium Hungaricum, Wien
- 2004: Passage Europa, Musée d’Art Moderne de Saint-Etienne Métropole, Saint-Etienenne
- 2005: Hungarian Artists: An Exhibition of Passion, Interludes and Progress, Lighthouse Center for the Arts, Tequesta/Florida
- 2006: Aktuelle Kunst aus Ungarn, Stiftung Donauschwäbisches Zentralmuseum, Ulm
- 2007: Expressionistic Tendencies in Hungarian Contemporary Art 1980–2007, Danubiana Meulensteen Art Museum, Cunovo
- 2007: Works of Passion. The Nancy G. Brinker Collection of Hungarian Art, The Maltz Museum of Jewish Heritage, Beachwood/Ohio
- 2008: Works of Passion. The Nancy G. Brinker Collection of Hungarian Art, Poenix Art Museum, Arizona, USA,
- 2008: Zyklus 3.0 Ungarn. Zeitgenössische Kunst Ungarn-Niederösterreich, Stift Lilienfeld, Lilienfeld
- 2009:  Anne Frank. 80 éves, Galéria IX, Budapest,
- 2009: Akzent Ungarn, Ungarische Kunst aus der Sammlung der Neuen Galerie Graz, Graz
- 2009: Creating Freedom: From Post-Revolutionary to Post-Communist Art in Hungary, Selection of Forty Years of Hungarian Art from Nancy G. Brinker Collection, Boston University, Sherman Gallery, Boston, USA,
- 2010: Cities on the River, Városi Művészeti Múzeum, Győr
- 2010: Olomouc Central European Forum III: Hungary, Olomouc Museum of Modern Art, Olomouc
- 2011: Una Visita, Accademia Albertina delle Belle Arti di Torino, Turin
- 2011: East of Eden. Photorealism: Versions of Reality, Ludwig Múzeum – Kortárs Művészeti Múzeum, Budapest
- 2012: Péter Nádas. In der Dunkelkammer des Schreibens. Übergänge zwischen Text, Bild und Denken, Kunsthaus Zug
- 2013: Aus der Eigenen Sammlung: Landschaftsbilder, Kunstmuseum Bochum
- 2013: Painting I - Eclectic affinities, Frissiras Museum, Athens
- 2013: Magányos táj, Déri-Museum, Debrecen
- 2013: Testobjektív, Ferenczy Museum, Szentendre
- 2014: Painters in Mirror. Hungarian Self-Portraits from the Uffizi Gallery, Budapesti Történeti Múzeum, Budapest
- 2014: Budapest, Patron City of the Arts – The Municipal Gallery, Új Budapest Galéria, Budapest
- 2014: Contemporaries: Collectors and Artists – Hungarian and International Art from Private Collections in Hungary, 2010–2014, Új Budapest Galéria, Budapest
- 2015: Siliconvalse Hungarian Reality, The Brno House of Arts, Brno
- 2015: Vacation Simulator, Kortárs Művészeti Intézet – Dunaújváros
- 2016: Wasted Time, MűvészetMalom, Szentendre
- 2016: Ideals and Artworks. A selection of works from the collection of Ludwig Museum Budapest, Albanian National Gallery of Arts, Tirana
- 2016: Rustle of Angel Wings. Angels in European Art, Muzeum Umeni Olomouc, Olomouc
- 2017: Fotó/Szintézis / Photo/Synthesis, Szombathelyi Képtár, Szombathely
- 2017: Real Hungary, Collegium Hungaricum Wien, Wien
- 2017: The Artist's Voice, The Parkview Museum, Singapore
- 2018: Intriguing Uncertainties, The Parkview Museum, Singapore
- 2018: New Horizons of European Painting III: The Action of the Senses, Frissiras Museum, Athens
- 2019: Robinson's Ship, Galeria Miejska we Wrocławiu - Muzeum Architektury we Wrocławiu, Wrocław
- 2019: Public Private Affairs, MűvészetMalom, Szentendre
- 2019: Customize, Ludwig Museum - Museum of Contemporary Art, Budapest

## Werke in öffentlichen Sammlungen (Auswahl)

### Ungarn
- Ludwig Múzeum – Kortárs Művészeti Múzeum, Budapest[11][12]
- Ungarische Nationalgalerie, Budapest[13]
- Zsidó Múzeum, Budapest
- Fővárosi Képtár - Kiscelli Múzeum, Budapest
- Petőfi Irodalmi Múzeum, Budapest
- Déri-Museum, Debrecen
- Városi Képtár, Győr
- Rippl Rónai Múzeum, Kaposvár
- Ottó Herman Múzeum, Miskolc
- Paksi Képtár, Paks
- Janus Pannonius Múzeum, Pécs
- Deák Gyűjtemény, Székesfehérvár
- Szent István Király Múzeum, Székesfehérvár
- Szombathelyi Képtár, Szombathely

### Österreich
- Neue Galerie am Landesmuseum Joanneum, Graz[14]
- Lentos, Linz
- Museum Moderner Kunst Stiftung Ludwig Wien[15]
- Sammlung Albertina, Wien

### Deutschland
- Ludwig Forum für Internationale Kunst, Aachen
- Museum Bochum[16]
- Galerie der Stadt Esslingen
- Städtische Galerie, Wendlingen am Neckar

### Canada
- Art Gallery of Ontario, Toronto

### Finnland
- City Gallery, Hämeenlinna

### Frankreich
- Musée d'art moderne et contemporain de Saint-Étienne Métropole, Saint-Étienne

### Griechenland
- Frissiras Museum, Athen

### Italien
- Galleria degli Uffizi, Florenz

### Norwegen
- National Museum of Contemporary Art, Oslo

### Polen
- Zachęta Narodowa Galeria Sztuki, Warsaw

### Singapur
- Parkview Museum, Singapur[17][18]

## Werkdokumentation (Auswahl)
- László Fehér. Ausstellungskatalog. Mit einem Text von Lóránd Hegyi, hrsg. von Alexander Tolnay und Monika Winkler, Institut für Auslandsbeziehungen, Stuttgart 1992 (ohne ISBN).
- Fehér. Pastels. Ausstellungskatalog. Mit einem Text von Willem Elias, Leiden 1996 (ohne ISBN).
- László Fehér. Erinnerungen an Reales. Ausstellungskatalog. Mit Texten von Lóránd Hegyi, Donald Kuspit, Katalin Néray, Marc Scheps, Evelyn Weiss, Jana & Jiří Ševčík, Museum Moderner Kunst Stiftung Ludwig Wien, 1997, ISBN 3-900776-71-7.
- Fehér László. Mit einem Text von Éva Forgács, Budapest 1998, ISBN 963-04-9868-5.
- Fehér. Ausstellungskatalog. Mit einem Text von Alexander Tolnay, Kunsthalle Budapest, 2001, ISBN 963-9115-71-1.
- Fehér. Paintings 2001–2004. Mit einem Text von Lóránd Hegyi, Kovács Gábor Művészeti Alapítvány, 2005, (ohne ISBN).
- Fehér László. Ellenfényben. Mit Texten von Éva Forgács, Pauker Collection, Budapest 2013, ISBN 978-963-89673-1-2.